# Карев, Дмитрий Степанович
Дмитрий Степанович Карев (14 ноября 1905, Тамбовская губерния — 31 декабря 1977) — советский юрист, специалист по уголовному и международному праву; выпускник Московского института советского права (1931); доктор юридических наук (1951), профессор (1951) и заведующий кафедрой (1953—1978) уголовного процесса на юридическом факультете МГУ, декан юридического факультета (1956—1965); в 1960 году являлся ректором Московского городского народного университета правовых знаний; заслуженный деятель науки РСФСР.

## Биография
Дмитрий Карев родился 14 ноября 1905 года в Тамбовской губернии Российской империи; слушатель Высшей военной воздухоплавательной школы, наблюдатель-корректировщик артиллерийской стрельбы с воздуха, красный командир. Юридическую науку стал изучать заочно в Иркутском университете, затем перевёлся в Московский индустриально-педагогический институт. В 1931 году он получил высшее образование в Московском институте советского права (по другим данным — закончил Военно-юридическую академию). Являлся участником Великой Отечественной войны. Защитил кандидатскую диссертацию на тему «Организация суда эксплуататорских государств» накануне начала Второй мировой войны — стал кандидатом юридических наук в 1939 году.
Карев являлся прокурором общесоветской Генеральной прокуратуры СССР: по некоторым данным, в 1947 году он состоял помощником Генерального прокурора СССР. Являлся помощником главного обвинителя от СССР на Нюрнбергском процессе в период с 1945 по 1946 год — ведал документальной частью обвинения, полковник военной юстиции. После окончания процессов в Германии, начал работать в МГУ имени Ломоносова в 1949 году. В 1951 году он успешно защитил докторскую диссертацию на тему «Военные суды и военная прокуратура». В том же году стал профессором МГУ, заняв позицию на кафедре уголовного процесса; через два года стал заведующим кафедрой уголовного процесса — оставался на данном посту до 1978 года.
В 1956 году Карев стал деканом всего юридического факультета МГУ: проработал в этой должности до 1965 года. Кроме того, в 1960 году он являлся ректор Московского городского народного университета правовых знаний. На протяжении нескольких лет Карев также являлся членом научно-консультативных советов Верховного суда СССР и Верховного суда РСФСР; он входил в методические советы, созданные при Прокуратуре СССР и РСФСР. Являлся членом редакционной коллегии журнала «Правоведение». Получил звание Заслуженный деятель науки РСФСР; был награждён орденами Красной Звезды и Трудового Красного Знамени.
Скончался 31 декабря 1977 года. Похоронен на Ваганьковское кладбище (26 уч.).

## Работы
Дмитрий Карев являлся специалистом по советскому уголовному и международному праву; он принимал участие в создании уголовно-процессуального законодательства СССР и в разработке норм уголовно-процессуальных кодексов отдельных советских республик (был отмечен почетными грамотами Верховных Советов восьми республик, входивших в состав СССР). Являлся автором и соавтором более сотни научных работ, затрагивавших вопросы судоустройства и судопроизводства. Наряду с Натальей Савгировой, Карев полагал, что «исходя из положений действующего [в СССР] в то время законодательства проверка материалов, сигнализирующих о совершенных или готовящихся преступлениях, должна быть направлена лишь на выявление обстоятельств, подтверждающих наличие события преступления, и не должна превращаться в собирание материалов, изобличающих конкретных лиц в совершении преступления, что является уже задачей предварительного расследования»:
- «Военная юстиция СССР и стран народной демократии» (1950)
- «Демократические основы организации и деятельности советского суда» (1951)
- «Судоустройство и уголовный процесс стран народной демократии» (1959)
- «Об уголовно-процессуальном законодательстве союзных республик» (1962)
- «Предварительное расследование» (1962)
- «Участие общественности в расследовании и судебном разбирательстве уголовных дел» (1963)
- «Возбуждение и расследование уголовных дел» (соавт., 1967)
- «Борьба с правонарушениями несовершеннолетних» (1971)
- «Нюрнбергский процесс» (1976)
- «Военные суды и военная прокуратура» (соавт., 1940)
- «Организация суда и прокуратуры в СССР» (1954)
- «Советский уголовный процесс» (соавт., 1975)
- «Образцы важнейших уголовно-процессуальных актов» (соавт., 1940)
- «Правовая охрана детства» (соавт., 1968)
- «Изучение вопросов государства и права в курсе „Обществоведение“» (соавт., 1972)